# Accuracy International AS50
Accuracy International AS50 (AI AS50) — британская крупнокалиберная снайперская винтовка, разработанная в компании Accuracy International Ltd. Предназначена для стрельбы на сверхдальние расстояния (до 2 км) и для уничтожения легкобронированного вооружения и военной техники.
Для стрельбы из AI AS50 применяются винтовочные патроны калибра 12,7×99 мм (.50 BMG). Технически представляет собой самозарядную винтовку с газоотводным механизмом автоматики.
Винтовка комплектуется оптическим прицелом.

## Описание
Крупнокалиберная снайперская винтовка AI AS50 является новейшей разработкой английской компании Accuracy International Ltd. Эта винтовка создана специально для использования американскими армейскими силами специальных операций SOF (англ. United States special operations forces), для борьбы с материальными средствами и небронированной или легкобронированной боевой техникой противника. Винтовка AI AS50 была впервые продемонстрирована широкой публике в январе 2005 года на выставке ShotShow-2005 в США, в настоящее время она испытывается в подразделениях Сил Специальных Операций США.
Винтовка AI AS50 самозарядная, использует газоотводную беспоршневую автоматику с расположенной над стволом газовой трубкой и запиранием перекосом затвора вниз. Ствольная коробка выполнена из стали. Массивный ствол оснащен дульным тормозом и консольно вывешен внутри короткого перфорированного цевья-кожуха. По всей верхней поверхности ствольной коробки и цевья выполнена направляющая типа планок Пикатинни для установки различных оптических и ночных прицелов. Две дополнительных коротких направляющих выполнены по бокам цевья, на них могут крепиться ЛЦУ или иные аксессуары. Винтовка штатно комплектуется легкой складной сошкой с регулируемой длиной опор, а также дополнительной задней складной рукояткой под прикладом, которая дополнительно может выполнять роль задней опоры. Для обслуживания, компактного хранения или транспортировки винтовка может быть быстро разобрана на основные компоненты, а потом так же быстро собрана и приведена в боевое положение.

## Технические характеристики винтовки AI AS50[3]
- Калибр: 12.7х99 (.50 BMG)
- Длина оружия: 1369 мм
- Длина ствола: 692 мм
- Вес без патронов: 14,1 кг без снаряженного магазина и оптического прицела
- Емкость магазина: 5 патронов
- Скорострельность:	5 выстрелов за 1,6 секунд
- Прицельная дальность стрельбы: до 1828 м в зависимости от типа боеприпаса

## Эксплуатанты
| - Великобритания - США | - Ирландия - Турция | - Кипр - Гонконг |